# Burg Anhausen
Die Burg Anhausen ist eine abgegangene Höhenburg beim Ortsteil Anhausen der Stadt Schwäbisch Hall im Landkreis Schwäbisch Hall in Baden-Württemberg.

## Geographische Lage
Der Burgstall liegt auf 361,7 m ü. NN an der linken oberen Hangkante des Bühlertals, etwa 750 Meter nordnordwestlich von Anhausen. Nach Südosten zum Fluss fällt das Gelände in einem Steilhang ab. Die Südseite der Burg wird vom Westen her von der flachen Talmulde des kleinen Wasserlaufes Eichenäckerbach erreicht, der sich am beginnenden Steilhang stärker in das Gelände eingeschnitten hat. An der Nordseite wurde ein Einschnitt gegraben, wodurch künstlich eine wenig ausgeprägte Spornlage entstand.

## Geschichte
Die Burg war Stammsitz des Ortsadelsgeschlecht der Herren von Anhausen. Im Jahr 1251 wird Beringer von Anhausen in einer Urkunde des Klosters Comburg erwähnt, 1273 Conrad von Anhausen, Abt des genannten Klosters.

## Beschreibung
Im Gelände erkennbar ist heute noch die Verebnung des Burggeländes, eine 1–2 Meter hohe, felsige Geländeerhebung gegen die Hangkante zu und ein kleines Mauerstück im südlichen Bereich, das in der zweiten Hälfte des 20. Jahrhunderts restauriert oder neu aufgerichtet wurde. Westlich-oberhalb des Burgbereichs liegt keine 50 Meter entfernt zumindest heute ein kleiner aufgestauter See, der vom erwähnten Gewässer gespeist wird. Das Gelände steigt vor allem nach Nordwesten zu deutlich an, auf den nächsten 150 Metern um wenigstens weitere 20 Meter.